# Renens
Renens – miasto i gmina (commune) w zachodniej Szwajcarii, w kantonie Vaud, siedziba administracyjna okręgu (district) Ouest lausannois.  

## Demografia
W Renens mieszka 21 086 osób. W 2021 roku 49,3% populacji gminy stanowiły osoby urodzone poza Szwajcarią.

## Współpraca
Miejscowość partnerska:
- Dietikon, Zurych

## Transport
Przez teren miasta przebiegają drogi główne nr 9 i nr 137. 
Znajduje się tutaj również stacja kolejowa Renens.